# Antonio de Ayala
Antonio de Ayala (Hueto Abajo, ca. 1803 - Manilla, 1876) was een Spaans zakenman en ondernemer in de Filipijnen. Hij is een patriarch van de prominente Filipijnse familie Zobel de Ayala. 

## Biografie
Antonio de Ayala werd rond 1803 in het dorp Hueto Abajo, tegenwoordig onderdeel van de Baskische gemeente Vitoria-Gasteiz. hij emigreerde in jaren 20 van de 19e eeuw naar de Filipijnen waar hij zakenpartner werd van Domingo Roxas. In 1834 richtten zij samen Casa Roxas op. Dit bedrijf groeide later onder leiding van de jongere generaties van de familie Zobel de Ayala uit tot een groot conglomeraat aan bedrijven.
Ayala was lid van de junta de comercio. Na verloop van tijd werd hij tevens actief in de banken en verzekeringswereld. Zo was Ayala directeur van de Banco Espanol-Filipino de Isabel II, La Esperenza en Sociedad de Filipina de Fiancas. Ook was hij de enige tijd belastinginspecteur (procurador) van de stad Manilla. 
Zobel overleed in 1896. Hij was getrouwd met Trinidad Ayala de Roxas, de oudste dochter van zijn zakenpartner. Samen kregen ze drie dochters: Camilla, Carmen en Trinidad de Ayala. De jongste dochter Trinidad trouwde met de Duitse apotheker Jacobo Zobel y Zangroniz.